# 梅樹坑遊樂場

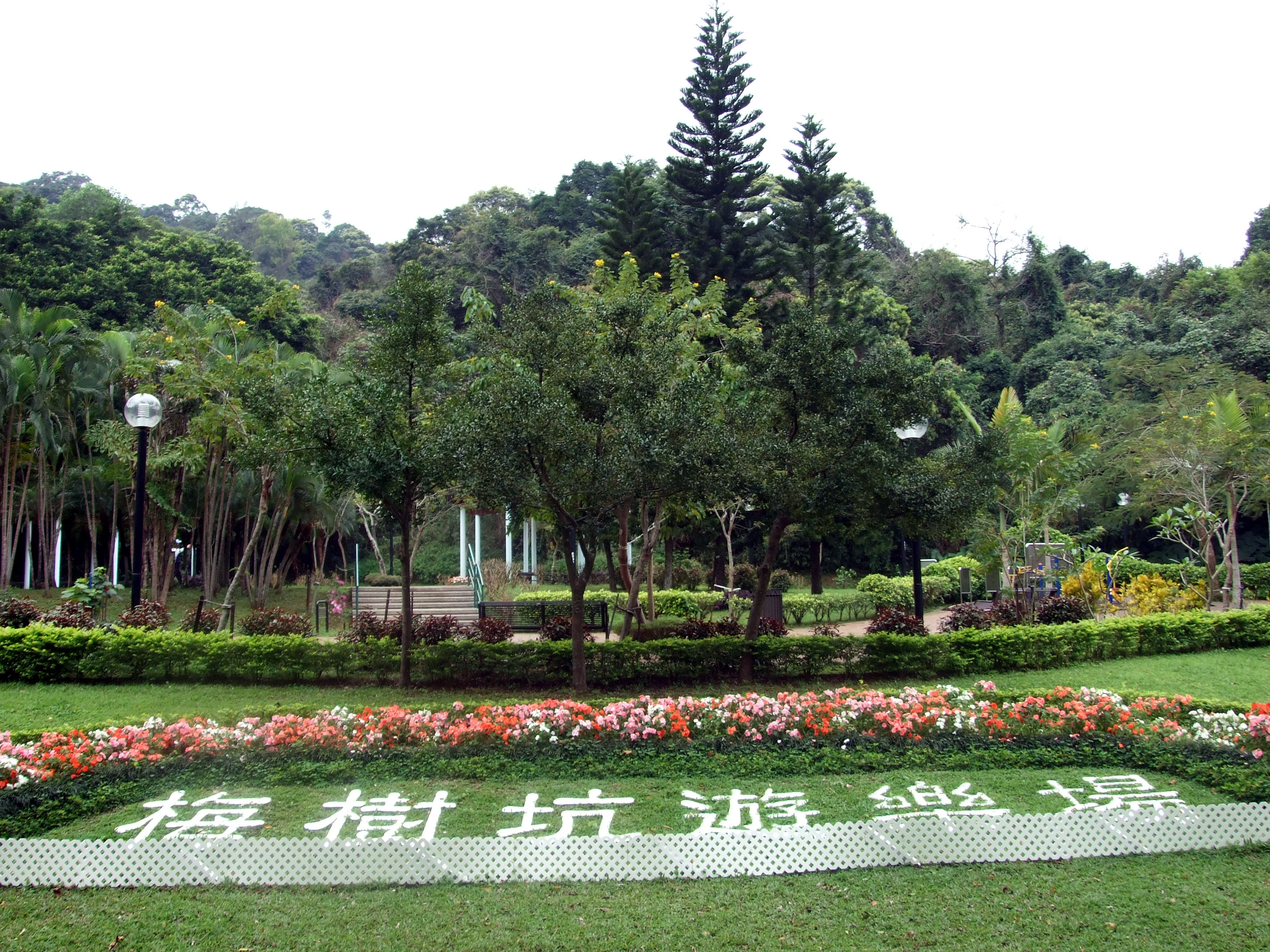
梅樹坑遊樂場

梅樹坑遊樂場（英語：Mui Shue Hang Playground）位於香港新界大埔區的水圍近太和邨、大埔花園、帝欣苑及錦石新村，公園建於1991年，佔地達2.25公頃，成狹長形沿林村河畔伸展。
梅樹坑公園內有村落梅樹坑村。

## 設施
林村河由西向北蜿蜒流下，在水圍附近拐彎，水流由急轉緩，經過大埔頭濾水廠，到達梅樹坑，再由北向東流出吐露港。流經梅樹坑遊樂場的一段林村河，以草及三合土整理河道兩旁，曾獲香港園境師學會獎項。遊樂場內廣植不同類的花木，包括洋紫荊、宮粉羊蹄甲、鳳凰木、榕樹等，由於環境優美，是外景人像攝影的熱門地點。
梅樹坑遊樂場內還建有步行徑、緩跑徑、兒童遊樂場及涼亭等設施，公園中央為小島。
此場地（除吸煙區外）禁止吸煙。

## 歷史建築
常寂園
公園內一間殘破舊屋，一直被傳為鬼屋。該座兩層高的建築物位於公園範圍內的一條支路，建於1854年，相傳當時為一所名為「常寂園」的庵堂，後園的普同塔安放先人骨灰。庵堂初時香火鼎盛，但近年完全荒廢。
按《常寂重光》碑記稱「常寂園」於1854年由了定大師創立，初時名為「性成堂」，香火鼎盛，後因賊亂而荒廢；1934年以厝房形式重建並更名為「常寂園」及增建「普同塔」，二戰香港淪陷時期，由於寄棺停屍者親人失散未及領回，「常寂園」僧侶將遺體火化，骨灰存放「普同塔」待後人日後領回，惟戰後經濟蕭條，駐園僧侶四散，「常寂園」再度荒廢。
在1996年有附近的居民向亞洲電視《今日睇真D》報料謂林村河畔有一所鬼屋，電視台派外景隊前往調查，採訪期間發現後園的普同塔內的骨灰罈因無人照顧而破爛，部分骨灰散滿地上，於是便在節目呼籲有心人協助。後來位於車公廟旁的「古巖靜苑」主持意昭法師應允收留那些骨灰，並供奉在靜苑內。
其後「常寂園」業權人釋妙濟與密宗隆義廿六世商議合作重修，於2009年正月完工，將寄存「古巖靜苑」的骨灰位及金塔領回歸位安奉，當年數佰靈位經整理查核後，僅有150多位尚保持完整。
快樂亭
「快樂亭」位於大埔公路側梅樹坑公園旁近濾水廠，由何萼樓於1923年捐資建造，是大埔區最古舊的四角亭。大埔理民府在1967年重建「快樂亭」。大埔政務處及區議會於1989年再次重建，更獲林村鄉公所仝人題字。

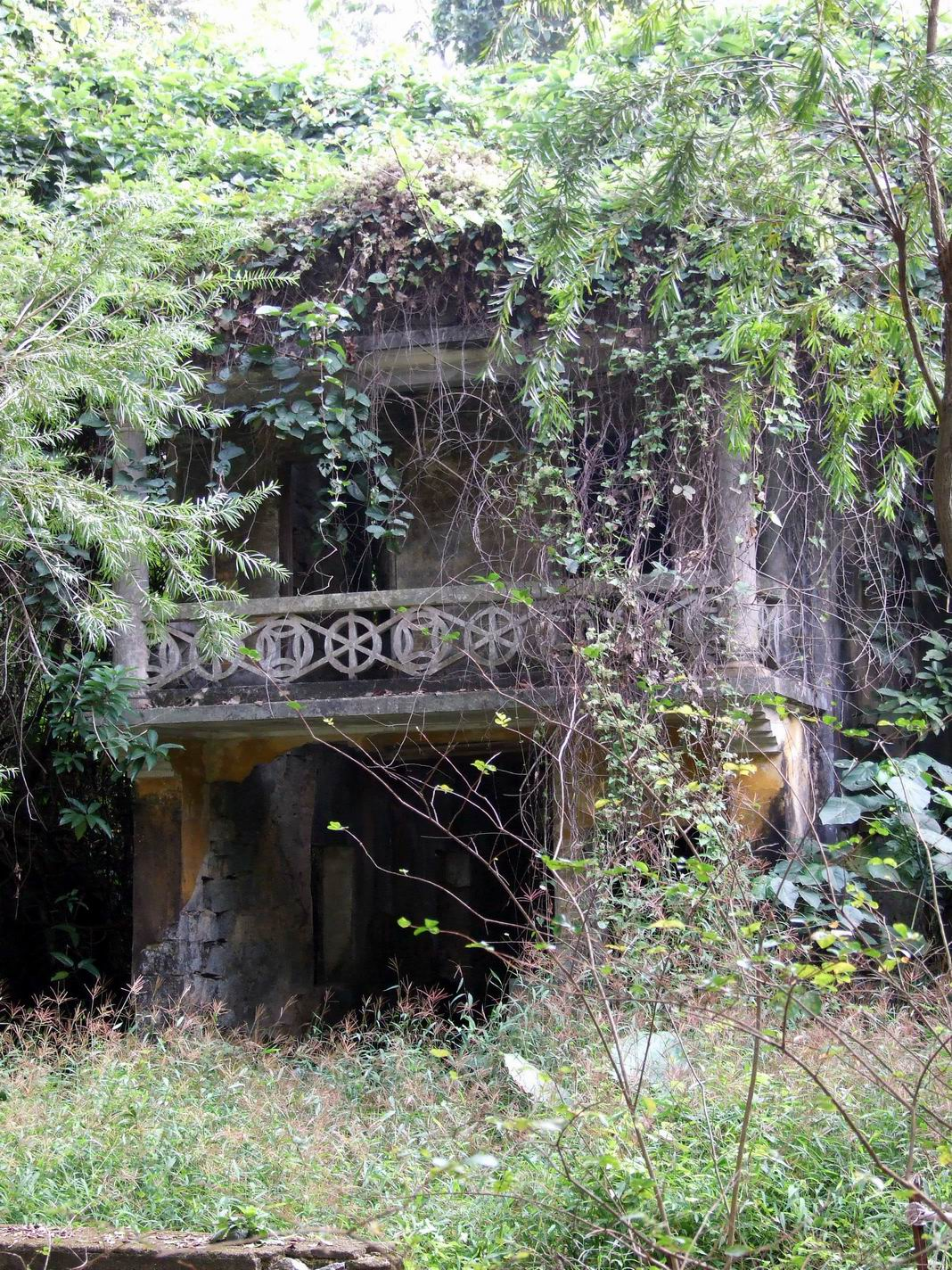
公園內的鬼屋
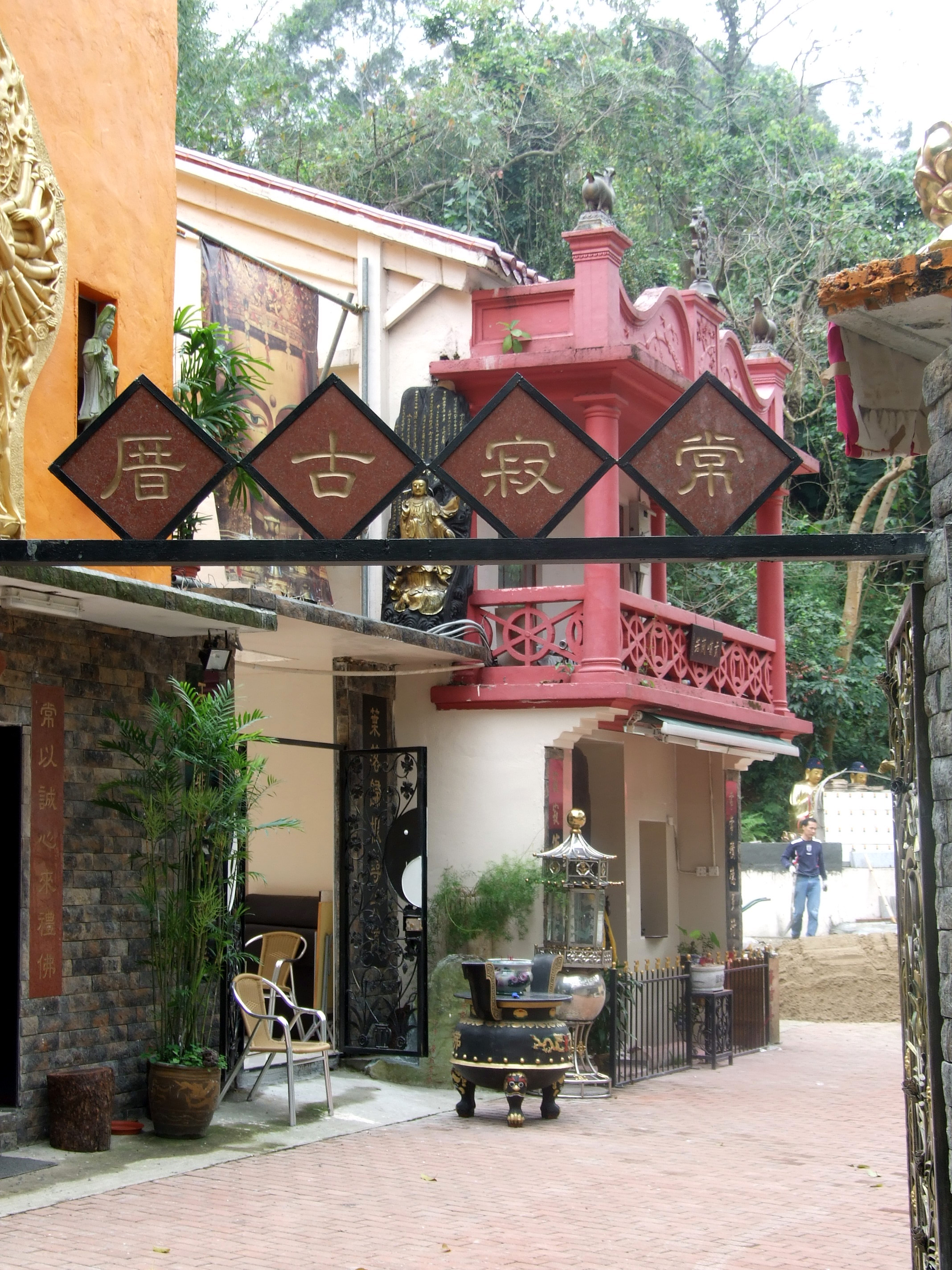
重修後的常寂園
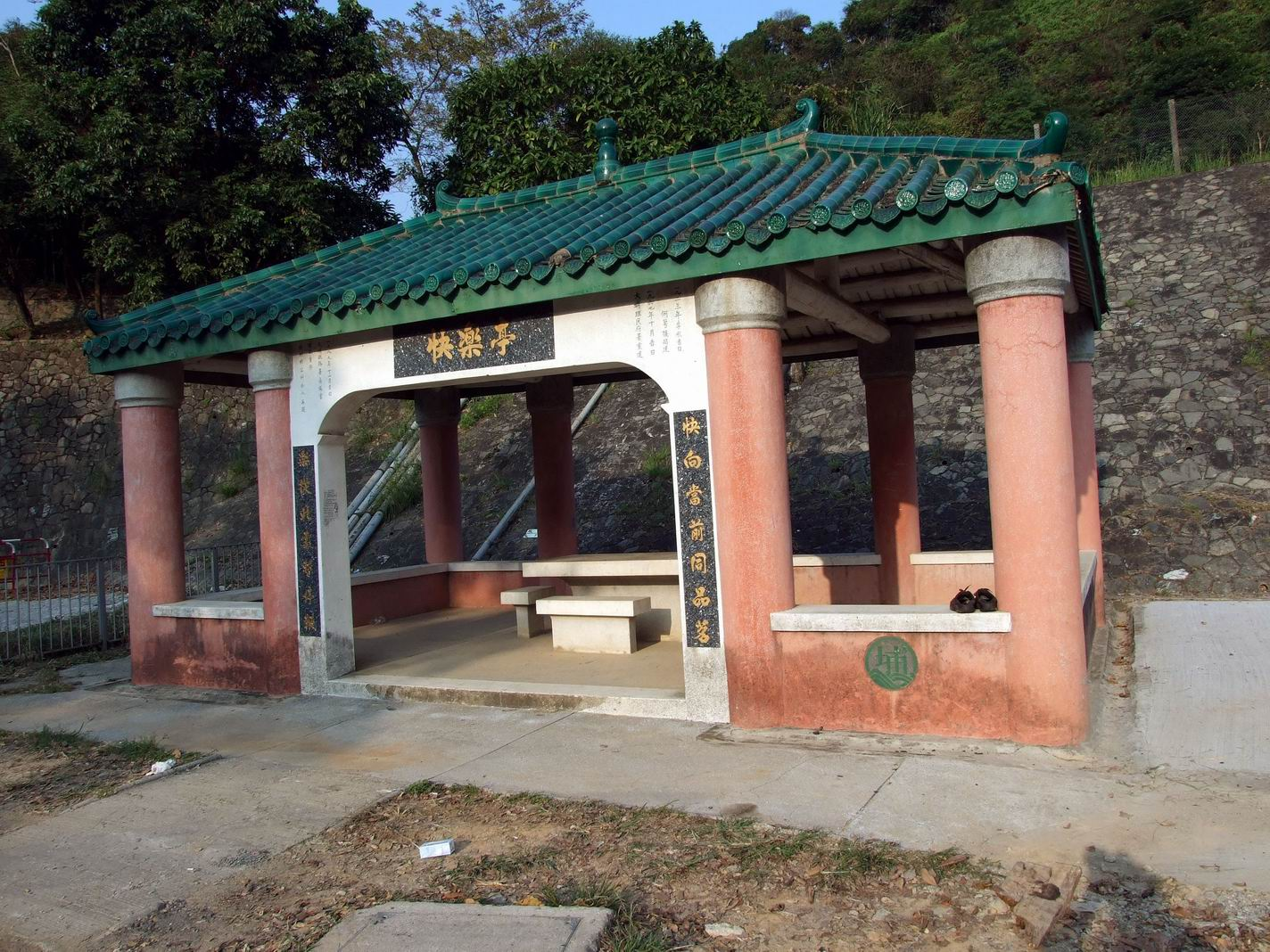
快樂亭

## 村代表選舉劃錯界
2011年村代表選舉中大埔鄉事委員會屬下的梅樹坑村位於吐露港公路以南，選舉管理委員會竟將位於吐露港公路以北無人居住的梅樹坑遊樂場劃為村界，梅樹坑村與法律上的選舉村界相隔200米，而該村兩名候任村代表早前自動當選，根據現行法例，原居民村代表的選舉不受村界限制，但非原居民村代表只有於該村村界內住滿三年的人士才有資格成為選民，因此候任非原居民村代表劉惠中隨時因劃錯界而喪失議席。遭傳媒揭穿錯誤後，民政事務總署回應指稱有關村界圖已沿用長達7年，實施前亦有諮詢過鄉事組織，但無回應需否重選。